# Gura Beliei, Prahova
Gura Beliei este o localitate componentă a orașului Breaza din județul Prahova, Muntenia, România.
Așezarea este atestată documentar în anul 1831. 
În 2011, localitatea este un sat aparținător de orașul Breaza, având o populație de 935 de locuitori.